# Touchdown

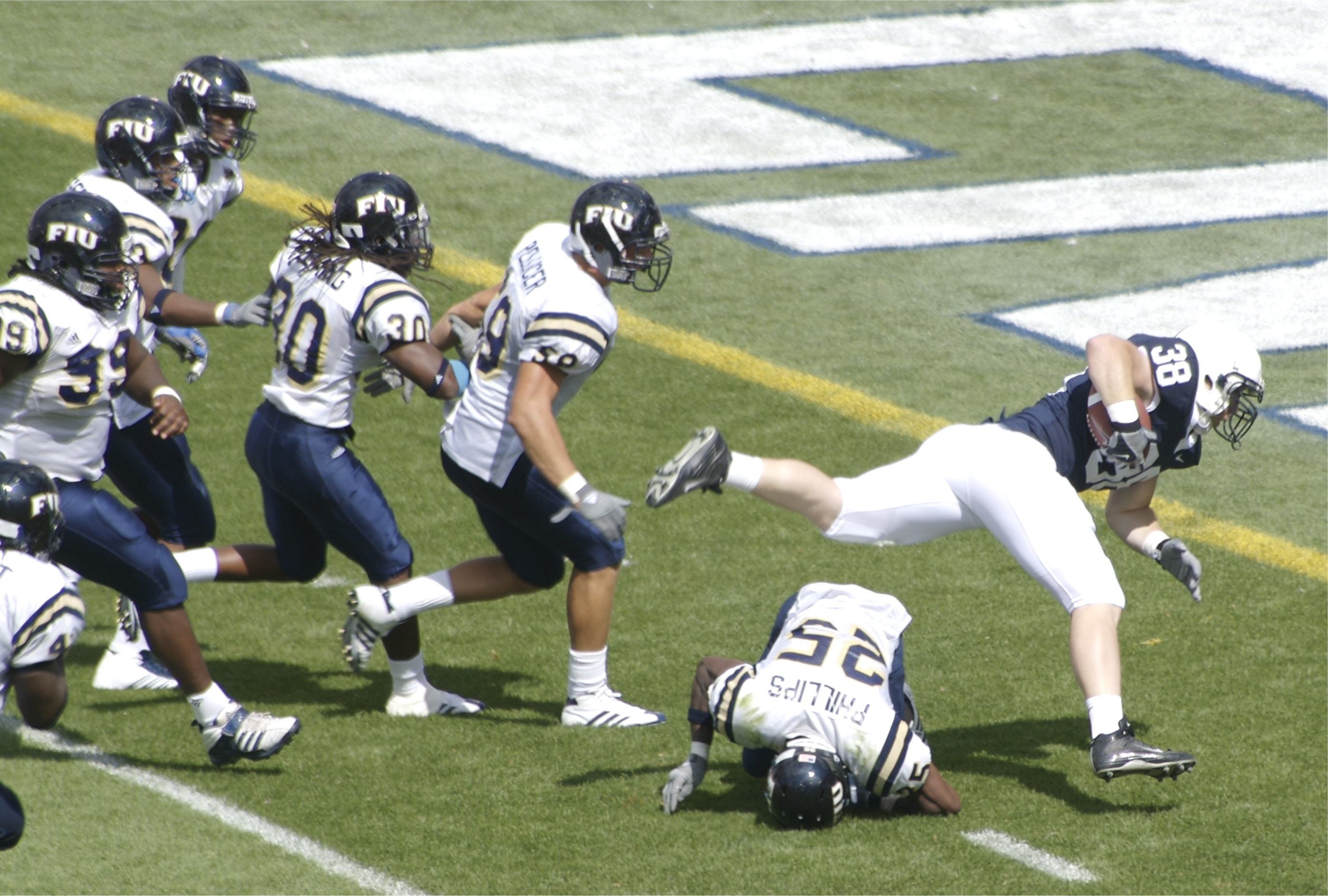
Touché de Dan Lawlor de Penn State en NCAA.

Un touchdown ou touché au Canada est la méthode essentielle pour marquer des points au football américain et au football canadien (au football canadien, seule l'expression touché doit être utilisée en français). Il est abrégé parfois TD dans les statistiques. Un touchdown est inscrit lorsque l'une des équipes parvient à franchir la ligne d'en-but adverse avec le ballon ou à le récupérer dans la zone délimitée au-delà de cette ligne (« end zone » en anglais).
Le touchdown peut donc être réalisé :
- à la course, il suffit alors qu'une toute petite partie du ballon, porté, franchisse le plan vertical situé à la ligne d'en-but.
- à la passe, il faut que le receveur récupère le ballon dans la zone d'en-but avec 1 ou 2 pieds au sol selon le championnat.

Un touchdown rapporte six points et donne droit soit à botter une transformation (« extra point » en anglais) qui rapporte un point, soit à une conversion qui, si elle est réussie, rapporte deux points.
Après un touché, au football canadien, l’équipe contre laquelle le touché a été marqué peut effectuer un botté d’envoi de sa ligne de 35 verges ou demander que l’équipe adverse (équipe ayant marqué) effectue le botté d’envoi de sa ligne de 35 verges.

## Records

### Football américain
- Plus long touchdown HORS NFL : 4 novembre 2012 : Sean Landez, joueur de l’équipe Sharriland Rattlers, modeste formation de lycée, est déjà dans les livres d’histoire de son sport. Il a en effet marqué le plus long touchdown jamais répertorié: 109,9 yards (un peu plus de 100 mètres).

- Plus long touchdown dans la NFL : 109 Yards de course par Antonio Cromartie (Chargers de San Diego) le 4 novembre 2007. Le terrain ne mesurant que 100 yards, le joueur est parti de sa propre zone d'en-but.

- Plus grand nombre de saisons en tant que meilleur marqueur de touchdowns : 8 par Don Hutson (1935-1938, 1941-1944)

- Plus grand nombre de touchdowns :
  - En carrière : 208 par Jerry Rice (1985-2004)
  - En une saison : 31 par LaDainian Tomlinson (2006)
  - En une saison de rookie : 22 par Gale Sayers (1965)
  - En un match : 7 par Peyton Manning (5 septembre 2013)[2], battant le précédent record de 6 TDs détenu conjointement par Ernie Nevers (28 novembre 1929), Dub Jones (25 novembre 1951) et Gale Sayers (12 décembre 1965).

- Plus grand nombre de matchs consécutifs en marquant au moins un touchdown : 18 par Lenny Moore (1963-1965), LaDainian Tomlinson (2004-2005)

- Plus grand nombre de passes de touchdowns :
  - En carrière : 436 par Brett Favre (1991-2007), série terminée cette saison.
  - En une saison : 55 par Peyton Manning (2013)